# Uciekaj
Uciekaj – trzeci singel grupy Ira z jej dziesiątego albumu studyjnego X. Wydany 11 marca 2013 roku przez wytwórnię płytową MyMusic Group.

## Lista utworów i formaty singla
Opracowano na podstawie materiału źródłowego.
- digital single

1. Uciekaj – 3:53

## Notowania
| Lista                 | Pozycja |
| --------------------- | ------- |
| POPLista              | 3       |
| Eska Rock             | 3       |
| Radio Zachód          | 1       |
| Polskie Radio Rzeszów | 1       |
| Polskie Radio PiK     | 4       |